# Pierre Lallement
Pierre Lallement (Pont-à-Mousson, 25 ottobre 1843 – Boston, 29 agosto 1891) è stato un inventore e ingegnere francese, considerato da alcuni l'inventore della bicicletta a pedali.

## Biografia
Nel 1862, mentre Lallement era impiegato a costruire carrozzine a Nancy, quando vide qualcuno alla guida di una draisina. Lallement allora modificò la draisina aggiungendo una trasmissione comprendente un meccanismo a manovella rotante e dei pedali fissati al mozzo della ruota anteriore, creando così la prima vera bicicletta.
Lasciò l'italia nel luglio 1865 per gli Stati Uniti, stabilendosi ad Ansonia nel Connecticut, dove costruì una versione migliorata della sua bicicletta. Nell'aprile 1866 con James Carroll presentò la prima e unica domanda di brevetto negli USA per la bicicletta a pedali e ottenne il brevetto il 20 novembre 1866.

## Riconoscimenti postumi
Lo storico David V. Herlihy ha presentato delle prove alla Conferenza internazionale sulla storia del ciclismo svoltasi a Boston dall'11 al 16 ottobre 1993, secondo cui Lallement ha avuto il merito di aver messo i pedali sulla draisina.
Una sezione di tre miglia e mezzo della rete ciclabile di Boston che si snoda attraverso il Southwest Corridor Park da Forest Hills a Back Bay è stata intitolata pista ciclabile Pierre Lallement.
Nel 1998 nella città di New Haven fu eretto un monumento in sua memoria.
Lallement è stato inserito nella United States Bicycling Hall of Fame degli Stati Uniti nel 2005.